# Bas (muziek)

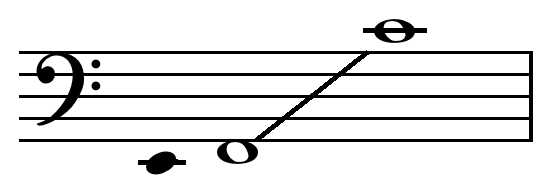
tonaal bereik van een bas

In de muziek wordt met de term bas (uit het Frans, laag) de onderste, laagste stem of toon aangeduid. Een bastoon kenmerkt zich door een lage frequentie (16 tot 256 Hz) en een toonhoogte van C0 tot C4.
De bas is ook een functionele stem in de (vierstemmige) harmonieleer.

## Instrumenten
De instrumenten die gebruikt worden om in het basbereik te spelen hebben om de lage frequenties te behalen een grote luchtkolom of snaarlengte nodig, en zijn derhalve veelal de grootste in de instrumentfamilie of klasse.  
Enkele bekende basinstrumenten:
- contrabas
- Basgitaar
- bassaxofoon
- basblokfluit
- basfluit
- basklarinet
- bastrompet
- bastrombone
- bastuba
- sousafoon

Het onderste manuaal van een orgel en de linkerhandpartij van een accordeon bedienen ook de lage tonen, en staan dus ook bekend als de bas. Op de piano staat dit bekend als het lage register.

## Zang
Zie het artikel over de desbetreffende stem.